# Монаджати, Мехди
Мехди Монаджати (перс. مهدی مناجاتی‎; род. 29 июня 1946, Тегеран) — иранский футболист, защитник.

## Карьера

### Клубная карьера
Во взрослом футболе дебютировал в 1966 году в столичном клубе ПАС, где играл на протяжении всей своей карьеры, продолжавшейся пятнадцать лет. Вместе с клубом дважды выигрывал титул национального чемпиона в сезонах 1976/77 и 1977/78. Завершил карьеру футболиста в 1981 году.

### Карьера в сборной
13 сентября 1969 года дебютировал в официальных матчах в составе национальной сборной Ирана в товарищеской игре со сборной Пакистана. В том же году вместе с командой выступал на футбольном турнире летних Олимпийских игр в Мюнхене, а также играл на Кубке Азии в Таиланде, где команда завоевала золотые медали.
Всего в составе сборной принял участие в 15 матчах, забив один гол.

### Тренерская карьера
В 1989 года был назначен главным тренером сборной Ирана. Спустя три месяца он покинул сборную после того, как команда не смогла пройти квалификацию на чемпионат мира 1990 года. С 1999 по 2002 год Монаджати также работал с молодёжной сборной страны.

## Достижения
«ПАС» (Тегеран)
- Чемпион Ирана: 1976/77, 1977/78